# Modlenice
Modlenice (německy Modlenitz) jsou osada a část města Vimperk v okrese Prachatice v Jihočeském kraji. Nachází se asi tři kilometry severně od Vimperka. Modlenice leží v katastrálním území Křesanov o výměře 8,42 km².

## Název
Název vesnice je odvozen z osobního jména Modlen ve významu ves lidí Modlenových. V historických pramenech se jméno vsi objevuje ve tvarech: Modlenicze (1545, 1547, 1551, 1790) a Modlenitz (1840). Používal se také lidový tvar Molitz.

## Historie
První písemná zmínka o vesnici pochází z roku 1545. Původně patřila k vimperskému panství a k farnosti v Bohumilicích. Roku 1654 zde hospodařili čeští i němečtí rolníci, jednalo se o Čechy i Němce – chovali dobytek a pěstovali žito. Vesnice byla definitivně přiřazena k vimperské farnosti během josefínských správních reforem. Na počátku 19. století v Modlenicích stálo osm stavení. Po zrušení patrimoniální správy připadly Modlenice jako část obce Hrabice do politického okresu Prachatice. V roce 1900 uvedli všichni obyvatelé německou národnost. Po Mnichovské dohodě připadly jako součást Sudet (stejně jako Vimperk) k Říši, nicméně po druhé světové válce byli všichni němečtí osadníci vyhnáni. České znovuosídlení nebylo úspěšné, během padesátých let 20. století osada prakticky zanikla a většina chalup byla postupně zbourána. Na místě vesnice tak dnes stojí pouze kaple a jeden dům.

## Obyvatelstvo
| Rok            | 1869 | 1880 | 1890 | 1900 | 1910 | 1921 | 1930 | 1950 | 1961 | 1970 | 1980 | 1991 | 2001 | 2011 | 2021 |
| -------------- | ---- | ---- | ---- | ---- | ---- | ---- | ---- | ---- | ---- | ---- | ---- | ---- | ---- | ---- | ---- |
| Počet obyvatel | 98   | 86   | 82   | 69   | 68   | 82   | 72   | 26   | 31   | 4    | 1    | 0    | 20   | 8    | 3    |
| Počet domů     | 8    | 9    | 9    | 14   | 8    | 9    | 9    | 11   | 11   | 1    | 1    | 0    | 5    | 8    | 4    |

## Obecní správa
Při sčítání lidu v letech 1850–1971 Modlenice byly osadou obce Hrabice, se kterým patřily nejprve do okresu Prachatice, ale v roce 1950 v okrese Vimperk a od roku 1960 v okrese Prachatice. Od 26. listopadu 1971 jsou částí města Vimperk v okrese Prachatice, kdy se konaly městské volby.

## Pamětihodnosti
- Kaple svaté Rodiny[6]

## Fotogalerie

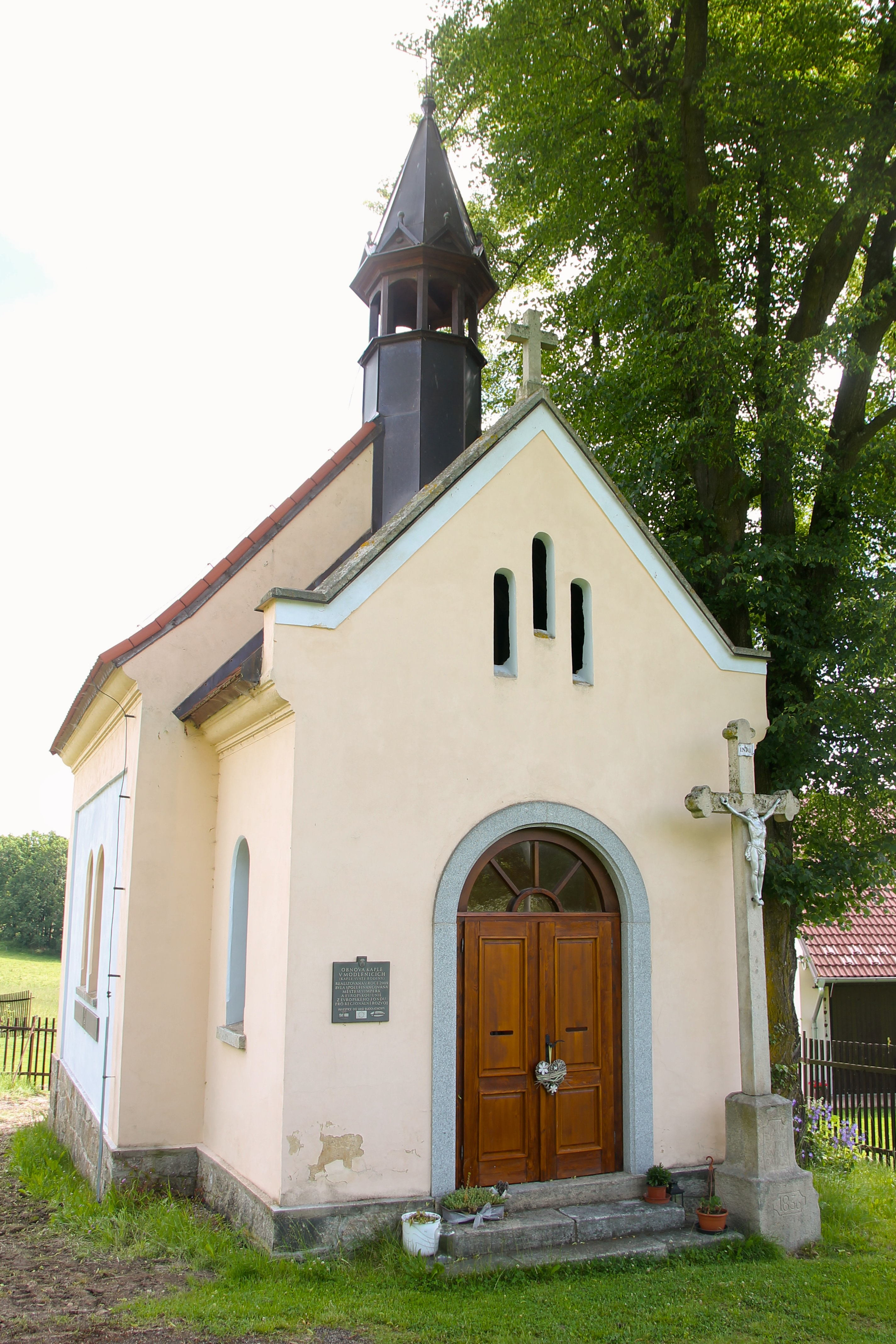
Kaple svaté Rodiny
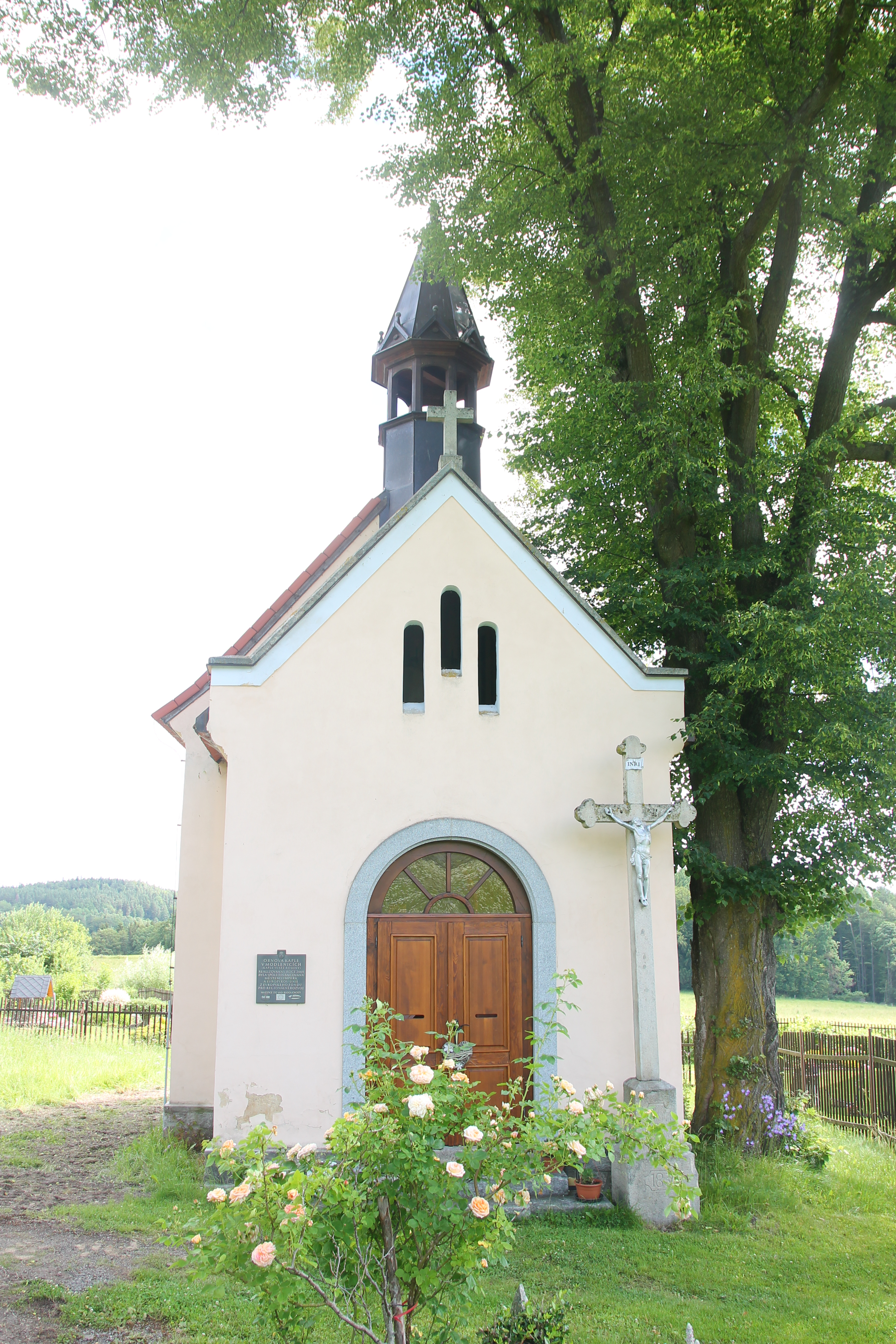
Kaple
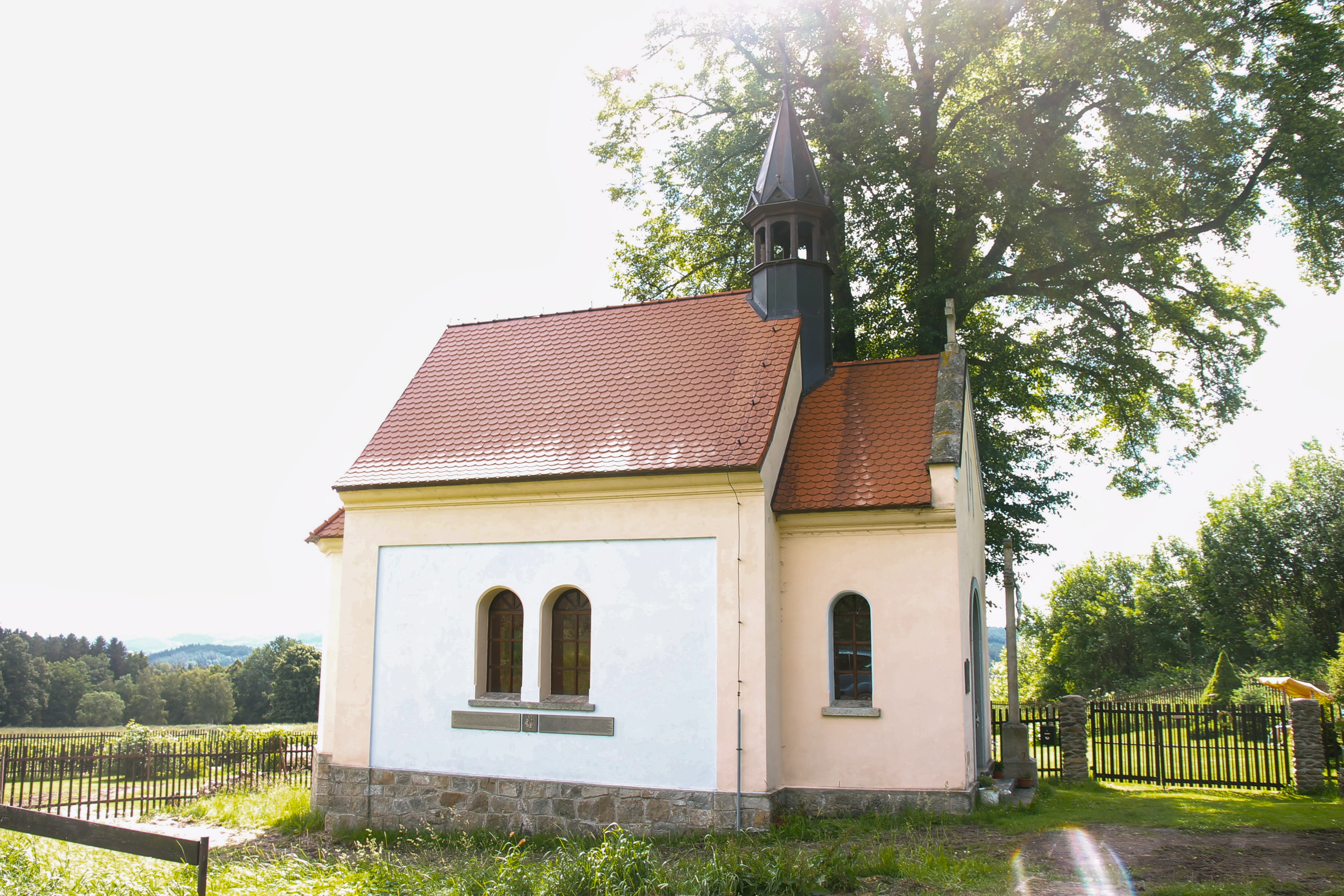
Kaple